# Модулированный инициатор нейтронов
Модулированный инициатор нейтронов (англ. Modulated neutron initiator) — это устройство, способное генерировать поток нейтронов при активации. Это важная часть ядерного оружия, поскольку его роль заключается в том, чтобы «запустить» цепную реакцию в оптимальный момент, когда конфигурация ядерного заряда становится критической. Инициатор обычно располагается в центре плутониевой сборки и активируется сходящейся ударной волной.

## Изготовление
Обычная конструкция основана на комбинации элементов бериллий-9 и полоний-210, разделённых до активации, а затем смещённых в тесный контакт ударной волной. Также рассматривались как альфа-источники полоний-208 и актиний-227. Используемый изотоп должен иметь сильную альфа-эмиссию и слабую гамма-эмиссию, поскольку гамма-фотоны также могут выбивать нейтроны и не могут быть так эффективно защищены, как альфа-частицы. Было разработано несколько вариантов, отличающихся размерами и конфигурацией системы, обеспечивающей правильное смешивание изотопов металлов.
Использование полония для нейтронного инициатора было предложено в 1944 году Эдвардом Кондоном. Сам инициатор был разработан Джеймсом Таком, а его разработка и тестирование проводились в Лос-Аламосской национальной лаборатории группой подразделения «Гаджет» (англ. Gadget), возглавляемой Ч. Л. Кричфилдом.